# Sultan (Disney)
Pour les articles homonymes, voir Sultan (homonymie).
Le Sultan (de son vrai nom: Hamed Bolonius II d'Agrabah) est un personnage de fiction qui est apparu pour la première fois dans le long métrage d'animation Aladdin (1992). Il  est inspiré du Sultan du conte Aladin et la lampe merveilleuse des Mille et Une Nuits. Le personnage apparaît dans les suites du film sorties directement en vidéo : Le Retour de Jafar (1994) et Aladdin et le Roi des voleurs (1996), ainsi qu'une série télévisée, Aladdin (1994-95) et des bandes-dessinées.

## Description
Le père de Jasmine. Esprit brouillon, amateur de jouets, c'est un monarque plein de bonté qui ne rêve que de voir son unique enfant mariée et heureuse. Mais avec sa candeur, à moins qu'il se trouve quelqu'un pour lui ouvrir les yeux sur son conseiller, il ne vivra pas assez vieux pour offrir des jouets à ses petit-enfants.

### Apparence
- L'apparence du Sultan fut inspirée de Miles Malleson dans Le Voleur de Bagdad (1940).

## Interprètes
- Voix originale : Douglas Seale (Aladdin) et Val Bettin (Le Retour de Jafar, Aladdin et le Roi des voleurs et série)
- Voix française : Teddy Bilis (films et quelques épisodes de la série) et René la Fleur (série)
- Voix québécoise : Yves Massicotte